# 이노우에 리카코
이노우에 리카코(일본어: 井上理香子, 1996년 5월 29일~)는 일본 여성 아이돌 그룹인 페어리즈의 전멤버이다. 2022년 6월에 AV데뷔를 발표하고 같은해 8월에 데뷔했다. 현재는 코미나츠 요츠하로 활동중이다.

## 프로필
- 생년월일: 1996년 5월 29일
- 출신지: 나가사키현
- 가족관계: 아버지, 어머니